# Handmade Films
HandMade Films är ett kanadensiskt (fram till 1994 brittiskt) produktionsbolag för film, grundat 1979 av ex-beatlen George Harrison och hans affärspartner Denis O'Brien.
Bolaget grundades i syfte att finansiera Monty Pythons film Ett herrans liv (1979; Life of Brian) efter att EMI Films dragit sig ur. De fortsatte att producera flera av Monty Pythons filmer, framförallt på 70- och 80-talen. Under 1994 förvärvades företaget för 8,5 miljoner USA-dollar av det kanadensiska företaget Paragon Entertainment som återupptog produktion under namnet HandMade. Företagets mest kända film sedan dess är Lock, Stock and Two Smoking Barrels (1998).

## Producerade filmer
Företaget har bland annat producerat följande filmer:
- Ett herrans liv (1979; Monty Python's Life of Brian)
- Den blodiga långfredagen (1980; The Long Good Friday)
- Time Bandits (1981)
- Monty Python i Hollywood (1982; Monty Python Live at the Hollywood Bowl)
- The Missionary (1982)
- Fronten é Python (1982; Privates on Parade)
- Bullshot (1983)
- A Private Function (1984)
- Water (1985)
- Mona Lisa (1986)
- Shanghai Surprise (1986)
- Withnail och jag (1987; Withnail and I)
- Baron Münchausens äventyr (1989; The Adventures of Baron Munchausen)
- Ett huvud för mycket (1989; How to Get Ahead in Advertising)
- Nunnor på rymmen (1990; Nuns on the Run)

Under namnet HandMade:
- Lock, Stock and Two Smoking Barrels (1998)